# 哇楊溫杜火山
哇楊溫杜火山（印尼語：是一座位於印度尼西亞西爪哇省萬隆縣的雙子火山，分別為哇楊火山與溫杜火山。兩座火山位在邦加蓮安東邊，距萬隆南方40（25英里），當局在該地區正積極開發地熱資源。哇楊火山有一個750（2,460英尺）的新月形火山口與四組噴氣田；溫杜火山則一個350（1,150英尺）寬的火山口。